# Roger Maris
Roger Eugene Maris (10 de septiembre de 1934 - 14 de diciembre de 1985) fue un jugador estadounidense de béisbol profesional que jugó durante 11 temporadas en las Grandes Ligas, en la posición de jardinero derecho. 
Jugó cuatro temporadas en las ligas menores y 12 temporadas en las Ligas Mayores. Maris jugó para cuatro equipos durante sus 12 años de carrera, de 1957 a 1968 y participó en 7 Series Mundiales de las cuales ganó 3. Entre sus logros más destacados, se recuerdan sus 61 home runs en la temporada de 1961 jugando para los New York Yankees. Esta marca superó la de Babe Ruth, de 60, impuesta en 1927, y se mantuvo durante 34 años. Es conocido como conforme se acercaba al récord del "Babe", eran mayores los obstáculos iniciados primero por los periodistas, ya que algunos habían visto jugar a Babe Ruth e inclusive fueron amigos. Posteriormente, los equipos contrarios le jugaban con todo, dado que no querían pasar a la historia como el equipo que había recibido el jonrón número 61. Este récord fue un reto para el comisionado del béisbol Ford Frick (quien había sido amigo de Babe Ruth), quien dijo que Maris necesitaba romper el récord en 154 juegos y no en el esquema de 162 juegos. Su logro de 61 home runs en una temporada volvió a la vanguardia cuando el récord de jonrones fue roto por Mark McGwire y más tarde ese mismo año por Sammy Sosa.
Maris inició jugando en las ligas menores en 1953. Alcanzó las ligas mayores en 1957 jugando para Cleveland Indians. Fue negociado a Kansas City Athletics durante la temporada de 1958 y a New Yor Yankees después de la temporada de 1959. Finalizó su carrera jugando en las Ligas Mayores con St. Louis Cardinals en 1967 y 1968. Maris estuvo en el equipo de Estrellas de la Liga Americana de 1959 a 1962 y fue el Jugador Más Valioso en 1960 y 1961, y ganador de un Guante de Oro en 1960. Participó en siete Series Mundiales, cinco como miembro de los Yankees y dos con los Cardinals. Con estos logros, nunca fue elegido para el Salón de la Fama del Béisbol de las Ligas Mayores.

## Primeros años
Hijo de inmigrantes croatas, nacido Roger Eugene Maras (luego cambió su apellido por Maris) en Hibbing, Minnesota, el 10 de septiembre de 1934. Los padres de Maris, fueron Rudolph S. "Rudy" Maras y Corrine (de soltera Perkovich). Tuvo un hermano, Rudy (conocido como "Buddy") un año mayor. Se enfermó de poliomielitis en 1951.
La familia Maras se mudó a Grand Forks, Dakota del Norte en 1943 y a Fargo, Dakota del Norte en 1946, donde asistió al Fargo Central High School. Los padres de Maris tenían un matrimonio turbulento y se divorciaron en 1960. Su padre murió en Fargo en 1992 a los 81 años. Después de su retiro del béisbol, se mudó a Gainesville, Florida donde su madre se mudó de Fargo. Corrine Maras murió en 2004 a los 90 años.
Maris fue transferido al Shanley High School en Fargo en 1950 graduándose en junio de 1952. Conoció a su futura esposa Patricia, en el décimo grado cuando ambos asistían a un juego de basquetbol de la secundaria. Roger y Rudy Maris Jr. participaron en deportes incluyendo el béisbol durante los veranos en Fargo. En 1950, Roger fue el líder del equipo en la legión de Dakota del Norte para el campeonato estatal. Era un jugador sobresaliente con Fargo.Moorhead Twins de la Liga del Noreste en 1952. En futbol americano, aún se mantiene el récord para la escuela secundaria de más regresos para touchdowns en un juego, con cuatro (dos de patada inicial, un punto de regreso y un regreso por intercepción.
Fue reclutado para jugar futbol americano por la Universidad de Oklahoma. Decidió aceptar pero después de visitar los campos, regresó a Fargo para estar cerca de su hermano que había enfermado de poliomielitis. Finalmente se decantó por hacer carrera en el béisbol.
En 1953, Roger Maris fue invitado por los Cleveland Indians y en un entrenamiento fue visto por el mánager general de los Indians, Hank Greenberg (había dado 58 jonrones para Detroit Tigers en 1938). Lo firmaría como un representante de Fargo. Tenía 18 años, firmando un contrato de 15 mil dólares con Cleveland Indians de la Liga Americana el cual además incluía un bono de 10 mil dólares en cuanto llegará a las Ligas Mayores. Se unió a los Reading Indians, equipo de Doble A afiliado a la organización de Cleveland Indians.

## Béisbol profesional

### Ligas menores
Maris inició jugando en Fargo (Fargo-Moorhead Twins) un equipo de la organización de los Indians pero de ligas menores, en 1953 después de ser enviado a iniciar los entrenamientos de primavera en Daytona (Florida) donde fue nominado novato del año en la Fargo-Moorhead Twin's Northern League, y enviado a Keokuk, Iowa en la siguiente temporada. En las ligas menores, mostró un talento para ofensiva y defensiva. Empató en la Illinois–Indiana–Iowa League outs realizados por un jardinero con 305 mientras jugó para los Keokuk Kernels en 1954. Mientras estuvo por cuatro temporadas en las ligas menores de 1953 a 1956, bateo .303 con 78 jonrones. En el juego n.º 2 de las Series Mundiales Juveniles de 1956, tuvo un récord al impulsar siete carreras con su bateo. Con los cinco equipos con los cuales jugó en las menores, los equipos tuvieron récord ganador, clara indicación del talento y valor de Maris. En 1957 fue novato del año para Cleveland Indians.

## Ligas mayores

### Cleveland Indians (1957–58)
Maris debutó en las ligas mayores el 16 de abril de 1957, con Cleveland Indians. Dos días después, bateó el primer jonrón de su carrera, un grand slam (jonrón con casa llena) contra el pitcher Jack Crimian de los Tigres de Detroit en Briggs Stadium de Detroit. Terminó su temporada de novato con 14 jonrones. En 1957 fue novato del año para Cleveland Indians. En 1958, después de jugar 51 partidos y bateando 9 jonrones fue negociado a los Atléticos de Kansas City, participando en el segundo juego a pesar de haber perdido 45 juegos por una apendicectomía.

### Kansas City Athletics (1958–59)
Negociado a Kansas City Athletics, (junto con Dick Tomanek y Preston Ward por Vic Power y Woodie Held). Jugó en 99 juegos y bateó 19 jonrones. En 1959 bateó 16 jonrones y representó a los Kansas City Athletics en el All-Star Game de 1959, jugando el segundo juego a pesar de haber perdido 45 juegos debido a una apendicectomía.
A fines de los años 1950, Kansas City frecuentemente negociaba sus mejores jugadores jóvenes a New York Yankees, una práctica utilizada por los Yankees y se referían a los Athletics como "equipo sucursal de la liga", y Maris no fue la excepción. Y en un acuerdo entre siete jugadores en diciembre de 1959, fue enviado a los Yankees junto con Keith Hadley y Joe DeMaestrien intercambio por Marv Throneberry, Norm Siebern, Hank Bauer y Don Larsen quien lanzara el único juego perfecto (27 jugadores 27 outs) en la Serie Mundial de 1956 contra Brooklin Dodgers hasta el momento actual.

### New York Yankees (1960-66)
Maris bateo un sencillo, doble y dos jonrones en su primer juego como jardinero Yankee en 1960. Su primera temporada con los Yankees. Fue el líder en la Liga Americana en promedio de slugging, en carreras anotadas y en extrabases. Dio 39 jonrones (fue segundo en el equipo), un jonrón detrás de su compañero de equipo Mickey Mantle, al igual que en bases totales (cuatro detrás de Mantle). Ganó el premio de Jugador Más Valioso de la Liga Americana y reconocido como un jardinero con defensiva excelente con lo cual ganó el Guante de Oro. Llamado al Juego de Estrellas para equipo de la Liga Americana (jugó los dos juegos) y terminó la temporada de 1960 con un promedio de bateo de .283. Los Yankees ganaron el banderín de la Liga Americana, el primero de cinco banderines consecutivos, pero perdieron en siete juegos la Serie Mundial frente a Pittsburgh Pirates, cuando Bill Mazeroski dio un jonrón dramático en la parte baja de la novena entrada, dejando en el terreno de juego a los Yankees.

### 1961: Temporada para la historia
En 1961, la Liga Americana se expandió de 8 a 10 equipos. El draft de expansión creó dos nuevos equipos: Los Angeles Angels y los nuevos Washington Senators (los originales Senators se habían mudado a Minneapolis con el nombre de Minnesota Twins para esta temporada) habiendo restricción en la contratación de jugadores de la Liga Americana. La percepción resultó como que los rosters de los equipos de las Liga Americana habían disminuido su calidad con jugadores de triple A pero esto no sucedió en la Liga Americana. Los Yankees permanecían intactos. En orden y manteniendo un esquema balanceado, los dueños de los equipos de la Liga Americana extendieron la temporada de 154 a 162 juegos. El 23 de enero de 1961, un reportero de Associated Press le preguntó a Maris su opinión de los fuertes cambios realizados y que podría tratar en esta temporada de romper el récord de jonrones de Babe Ruth en una temporada, Maris respondió: «Nadie podrá tocarlo [....] mira los récords y puedes ver que este es un año raro cuando alguien batee 50 jonrones, sin hablar de 60».
Y con los Yankees se iniciaron los jonrones a ritmo récord. Un fotógrafo famoso alineó a seis Yankees de 1961 incluyendo a Mantle, Maris, Yogi Berra, y Bill Skowron, bajo el apodo de "Fila de Asesinos" porque batearon en combinación 165 jonrones previa a esta temporada. (El título de Fila de Asesinos fue originalmente acuñado en 1918, había sido nombrado para referirse al famoso Yankees de 1927). A mitad de temporada era posible que Maris o Mantle, o ambos, pudieran romper el récord de Ruth que tenía 34 años de antigüedad. Parecido a la carrera de jonrones de 1998, donde ambos bateadores Mark McGwire y Sammy Sosa estaban dando lo mejor para alcanzar el récord de jonrones de Maris y en donde los comentaristas deportivos de 1961 habían comenzado a jugar con "M&M Boys" uno contra el otro, inventando una rivalidad donde no existía, como lo dijo Yogi Berra en múltiples entrevistas.
Cinco años antes en 1956, la prensa de New York había estado protegiendo el récord de Ruth cuando Mantle retó el récord de más jonrones en una temporada. Cuando Mantle quedó corto, terminando finalmente con 52, fue visto por la comunidad periodística como un signo de alivio principalmente por los tradicionales. La prensa de New York no había sido amable con el chico de Oklahoma en sus años iniciales con el equipo. Se ponchaba frecuentemente, propenso a lesiones, un verdadero "ladrón", siendo comparado infinitivamente inferior a su predecesor Joe DiMaggio. Mantle, sin embargo en el transcurso del tiempo (con ayuda de su amigo y compañero de equipo Whitey Ford, originario de New York's Borough of Queens), había tenido una barnizada con la clase media de New York y en consecuencia se ganó el favor de la prensa. Este fue un talento que Maris, con su clásico acento romo del medio oeste, nunca intentó cultivarse. Maris fue percibido como hosco durante el tiempo en que estuvo con Yankees.
Más y más, los Yankees se convirtieron en "el equipo de Mickey Mantle" y Maris fue excluido como un "forastero" y "no como un verdadero Yankee". La prensa de ese tiempo vio que podría ser roto por Mantle y menospreciando a Maris. Pero Mantle se enfermó por una infección en su cadera que originó fuera hospitalizado más tarde en esa temporada, dejando solo a Maris como el único jugador con la oportunidad de romper el récord de jonrones de Babe Ruth.
En el tope de su ausencia, la cobertura por la prensa popular de la persecución de Maris por los 61 jonrones golpeó otro bloque fuera de su control. Con la suma de dos equipos nuevos a las Ligas Mayores de Béisbol se habían agregado 8 juegos más que el esquema anterior. A mitad de la temporada, el comisionado de béisbol Ford Frick (uno de los amigos íntimos de Babe Ruth) anunció que el récord de Ruth sería roto si se hacía en 154 juegos de esa temporada, pero el nuevo récord también sería mostrado en los libros de récords si se hacía en 162 juegos, pero persistiendo el récord anterior para 154 juegos. Esta leyenda urbana originó la colocación de un asterisco (*) utilizado para distinguir el nuevo récord, información emitida por el Comisionado Frick al periodista deportivo Dick Young.
Nash y Zullo argumentaron en The Baseball Hall of Shame (Salón de la Vergüenza del Béisbol) que Frick había sido un antiguo reportero y tenía amistad con Ruth. Además el miembro del Salón de la Fama Rogers Hornsby = promedio de bateo de .358 de por vida = comparado con el promedio de bateo de Ruth en 1927 que fue de .356 y el de Maris de .269 en 1961, dijo: "Esto podría ser una decepción si el récord de jonrones de Ruth fuera superado por un bateador de .270" (Hornsby, por lo tanto, no era fácil de impresionar. Mientras era buscador (scout) para los Mets, el mejor reporte que podría reunir para un jugador fue: "Parece un liga-mayorista". (El comentario se refería a Mickey Mantle. Maris no se engancho con el reto, diciendo: "No estoy molestando a Babe Ruth". Estoy molestando para dar el jonrón sesenta y uno y este será Roger Maris". Este sentimiento tuvo eco en 1963-1974 cuando Hank Aaron, perseguí el récord de jonrones en la carrera de Babe Ruth de 714 diciendo: "No quiero que la gente olvide a Babe Ruth. Solo quiero que ellos recuerden a Henry Aaron".
Maris dio 59 jonrones después del juego 154 de los Yankees y falló en romper el récord de 60 jonrones de Ruth, de acuerdo al esquema original de la temporada. Maris dio su jonrón 61 el 1° de octubre de 1961, en al cuarto inning del último juego de la temporada en el Yankee Stadium ante 23 154 aficionados, cuando le prendió un lanzamiento al pitcher abridor de los Red Sox Tracy Stellard, batazo que se fue al graderío del jardín derecho y siendo atrapada la pelota de ese jonrón por el aficionado Sal Durante. No se usó asterisco en ningún libro de récord. El libro oficial de récord de la Ligas Mayores de Béisbol, por iniciativa de Frick hizo del conocimiento que nunca fue oficial la calificación del logro de Maris. El libro Guinnes de récord mundiales opinó que los dos récords eran distintos y separados por varios años. Sin embargo fue una experiencia amarga para Maris. Entrevistado en 1980 en el juego de estrellas, dijo: "actuaron como si estuviera haciendo algo mal, envenenando los libros de récords o algo. No sé que tenía que demostrar para los 61 jonrones. Nada. Exactamente nada". Después de todas las controversias y las críticas fue ganador del Hickok Belt (cinturón) en 1961 que otorga al máximo atleta del año y ganó el premio de Jugador Más Valioso de la Liga Americana por segundo año consecutivo. Dijo sin embargo, que el estrés originado por la persecución del récord había sido muy grande que el cabello se le empezó a caer en gran cantidad durante la temporada. Más tarde, conjeturó que podía haber sido mejor todo el tiempo si no hubiera roto el récord.
Ese año, los New York Yankees se consagraron campeones en la Serie Mundial contra los Cincinnati Reds (4-1), siendo este el primero de los tres anillos que Maris conseguiría. El único cuadrangular anotado por él fue en el tercer juego, en Cincinnati, en la novena entrada el duelo estaba empatado a 2, y su cuadrangular número 62 sentenció el partido ganado por los New York Yankees 3-2 y que pondría la serie 2-1 y en camino hacia la obtención de la Serie Mundial.

### 1962-66
En 1962, tuvo su cuarta participación consecutiva en el equipo para el Juego de Estrellas y su séptima y final aparición en un Juego de Estrellas (1959-62, dos juegos de Estrellas donde jugó por temporada). Sus excelentes habilidades defensivas eran excesivas. Salvó un juego en la parte alta del noveno inning del juego 7 de la Serie Mundial de 1962 contra San Francisco Giants. Con los Yankees ganando 1-0 y Matty Alou en la primera base, Willie Mays dio un doble por la raya del jardín derecho. Maris tomó la pelota y envío un fuerte lanzamiento para prevenir a Alou que quería anotar la carrera del empate. El juego terminó cuando Willie McCovey dio una línea que fue atrapada por el segunda base Bobby Richardson con lo cual se obtenía la victoria en la Serie Mundial de los "viejos" Yankees. En 1963 solo jugó 90 juegos, bateo 23 jonrones. Maris estuvo de nuevo lesionado en el juego dos de la Serie Mundial de 1963 contra Los Angeles Dodgers y solo tuvo cinco apariciones en el plato.
En 1964, de regreso, apareció en 141 juegos, bateando .281 con 26 jonrones. Maris bateo un jonrón en el sexto juego de la Serie Mundial de 1964 contra St. Louis Cardinals. Pero en 1965 sus problemas físicos regresaron y terminando la temporada se le operó para retirar un pedazo de hueso de la mano. En 1966, los Yankees y Maris empezaron a declinar en su juego cuando se le hizo el diagnóstico de una fractura de un hueso en su mano. Esta lesión fue cuestionada por la organización, medios y aficionados. Fue negociado el 8 de diciembre de 1966 a St. Louis Cardinals, equipo de la Liga Nacional.

### A la Liga Nacional con St. Louis Cardinals (1967–68)
Marís fue negociado por los Yankees a St. Louis Cardinals por Charley Smith. Cambio de franela una vez más siendo bien recibido por la fanaticada de los Pájaros Rojos. Jugó dos temporadas con los Cardinals, ayudando a ganar los banderines de 1967 y 1968. Estuvo excepcional en la Serie Mundial de 1967 contra Boston Red Sox, bateando .385 con un jonrón y siete carreras impulsadas. Fue su mejor actuación en sus siete años de carrera en las Series Mundiales. Maris bateo su jonrón 275 y el último en la temporada regular el 5 de septiembre de 1968. Fue su 25° jonrón de dos carreras. Participó en la Serie Mundial de 1968 ante Detroit Tigers que se perdió 4 juegos a 3.
El récord de Maris permaneció durante 37 años, 3 más de los que estuvo vigente el de Ruth, hasta que Mark McGwire anotó 70 en 1998. El récord actual le pertenece a Barry Bonds quien disparó 73 bolas a las tribunas en la temporada 2001. Sin embargo, tanto McGwire como Bonds hicieron sus récords jugando en la Liga Nacional. En la actualidad, los 61 home runs de Maris son la mejor marca para un jugador de Liga Americana. Nadie lo habiá rebasado hasta ahora. Es para notar que Maris, bateador zurdo, le conectó 12 de los 61 home runs a lanzadores zurdos. El 4 de octubre de 2022 finalmente Aaron Judge rompió el récord de jonrones del joven circuito frente a los Texas Rangers en Globe Life Field, al conectar su cuadrangular número 62. El lanzador venezolano Jesús Tinoco fue el pitcher que permitió el histórico batazo, que convirtió al Juez en el Rey de cuadrangulares de la Liga Americana.

### Años después y enfermedad
Maris y su hermano eran dueños y trabajaban en Maris Distributing en los años 1970s y 1980s, siendo distribuidores de la cerveza Budweiser en Gainesville, Florida (y Ocala, Florida), cuando se retiró del béisbol después de la temporada de 1968. Gussie Busch, dueño de los Cardinals y Anheuser-Busch inició a Maris en el negocio de la cerveza. Maris también fue mánager del equipo de béisbol de Gainesville Oak Hall High School, cuyo campo de béisbol recibió su nombre en 1990.
A Maris se le hizo el diagnóstico de Linfoma No-Hodgkin en 1983. En respuesta, organizó el torneo anual de golf Roger Maris Celebrity para la recaudación de dinero para investigación y tratamiento del cáncer.

### Fallecimiento
Murió a los 51 años el 14 de diciembre de 1985 en M.D. Anderson Hospital en Houston, Texas. Católico, fue sepultado en Holy Cross Cemetery en Fargo, Dakota del Norte.
Su compañero también jugador de las Ligas Mayores Ken Hunt fue sepultado a varios metros de distancia de Maris en 1997.

## Distinciones
- Jugando con los Cleveland Indians, Maris llevó el número 32 en 1957 y luego el 5 en 1958. Con los Kansas City Athletics, le dieron el 35, aunque finalmente usó el 3. Con los New York Yankees y St. Louis Cardinals, fue dueño del 9.
- El 21 de julio de 1984, en una ceremonia durante la cual vistió el uniforme completo, los New York Yankees le dedicaron una placa en el Monument Park del Yankee Stadium y retiraron su número 9. La placa dice “A great player and author of one of the most remarkable chapters in the history of major league baseball” (Un gran jugador y autor de uno de los capítulos más distinguidos de la historia de las Ligas Mayores de Béisbol). Elston Howard (quien falleció en 1980) también fue homenajeado ese día y retirado su número 32. Probablemente el honor a Roger Maris se postergó hasta ese año por respeto al capitán Graig Nettles, quien portaba el 9 desde 1973 hasta su despedida en 1983.
- Cuando Mark McGwire, irónicamente jugador de St. Louis Cardinals rompió el récord de jonrones de Roger Maris en una temporada, el ya había fallecido, pero su esposa y sus hijos fueron invitados a ese juego.

### Candidato al Salón de la Fama
Maris nunca fue inducido al Salón de la Fama del Béisbol. El periodisa deportivo Greg Hansen criticó a los periodistas del béisbol en St Petersburg Independence en 1977 por la exclusión de Maris del Salón de la Fama del Béisbol por haber obtenido solo 72 votos ese año, escribiendo que muchos jardineros que están en el Salón de la Fama nunca ganaron dos veces el premio de Jugador Ms Valioso ni tampoco habían tenido una temporada de 61 jonrones. "El espectáculo ha cometido una gran injusticia con este hombre, Maris finalizó apenas por delante de Harvey Kuehnn, lo que es para llorar a gritos". Hansen escribió que Maris estaba muy resentido por la intromisión en su privacidad. Él dijo que las relaciones con los medios habían afectado la votación. Hansen también escribió, el comentario de Maris que le había hecho por teléfono después de la votación y dijo que sabía que nunca sería inducido al Salón de la Fama. "He dejado el Salón de la Fama por los genios que votaron y así lo hicieron. Lo más lamentable es que muchos de ellos nunca jugaron béisbol ni en el llano. Nunca conseguiré entrar. Tengo que saber eso. No voy a discutir con usted sobre solo o porque no debería ser elegido".
En el año 2011, George Vecsey de The New York Times nombró a Maris como "un terrorífico jugador en los pocos años que jugó". Escribió que mientras Maris tuvo dos temporadas donde él jugó con la calidad del Salón de la Fama, y mientras Maris jugó en una época en que no se tenía la influencia de las sustancia prohibidas (esteroides) no es probable que las estadísticas en la carrera de Maris entorpecieran su inducción.
El Salón de la Fama del Béisbol estableció un Comité de la Época de Oro (sustituyó al Comité de Veteranos) en el año 2010 para votar en la posible inducción en el Salón de la Fama sobre candidatos extraordinarios quienes estuvieron activos entre 1947 y 1972. Comenzaron en el 2011, este Comité vota cada tres años por 10 candidatos de la época seleccionada por la Asociación de Periodistas del Béisbol de Estados UNidos (BBWAA), un Comité de Historia. Maris no aparece en la boleta de la Época de Oro del 2011 y tampoco en a boleta del 2014 (un exjugador fue votado al Salón de la Fama en 2011 y no puede ser votado al Salón de la Fama por el Comité en el 2014, para la inducción en el 2015).

### Perlas
Cuando Roger Maris se acercaba al récord de jonrones en una temporada de Babe Ruth, tuvo muchos contratiempos:
1) Una parte de la prensa de deportes estadounidenses, empezó a tomar mucho interés cuando Roger Maris dio su jonrón número 50 cuando faltaba un tercio de la temporada para terminar
2) Presión por varios periodistas que habían conocido al Babe y no aceptaban que el récord fuera roto.
3) Roger Maris, recibió amenazas por teléfono y escritas para que no rompiera el récord. Estas amenazas fueron tomadas en serio por Maris que envío a su familia a un lugar oculto.
4) Empezó a tener alteraciones en la dinámica del sueño, prurito en el cuello y caída del cabello, Alopecia Aereata frecuente en personas sometidas a estrés.
5) Cuando se enfrentaban a los Boston Red Sox, equipo con mucha rivalidad contra los Yankees el mánager de los Red Sox Ralph Houk, cuando era el turno de bateo de Maris, le daban bases por bolas o enviaba a lanzar a pitcheres nudilleros (que domina el lanzamiento de la pelota con los nudillos) y que este lanzamiento es difícil de batear y cuando se conecta, generalmente salen batazos elevados y sin potencia, por el tipo de lanzamiento. Este mánager amenazó a sus pitcheres con multa de 500 dólares de esa época, si le conectaba Maris jonrón.
6) La viuda de Babe Ruth, nunca perdonó a Roger Maris que le quitará el récord a su esposo.
7) Se le colocó un (*) asterisco en los libros de récord en jonrones a la marca de Roger Maris por haber sido conseguida en mayor número de juegos. Años más tarde El Comisionado de las Ligas Mayores, Bowie Kunh, ordenó que se retirará dicho asterisco y quedó el récord como siempre debió de ser.
- Datos: Q741023
- Multimedia: Roger Maris / Q741023